# Chałupy
Chałupy (kašubsky Chalëpë, německy Ceynowa) je polské letovisko v gmině Władysławowo na jižním pobřeží Baltského moře.

## Poloha

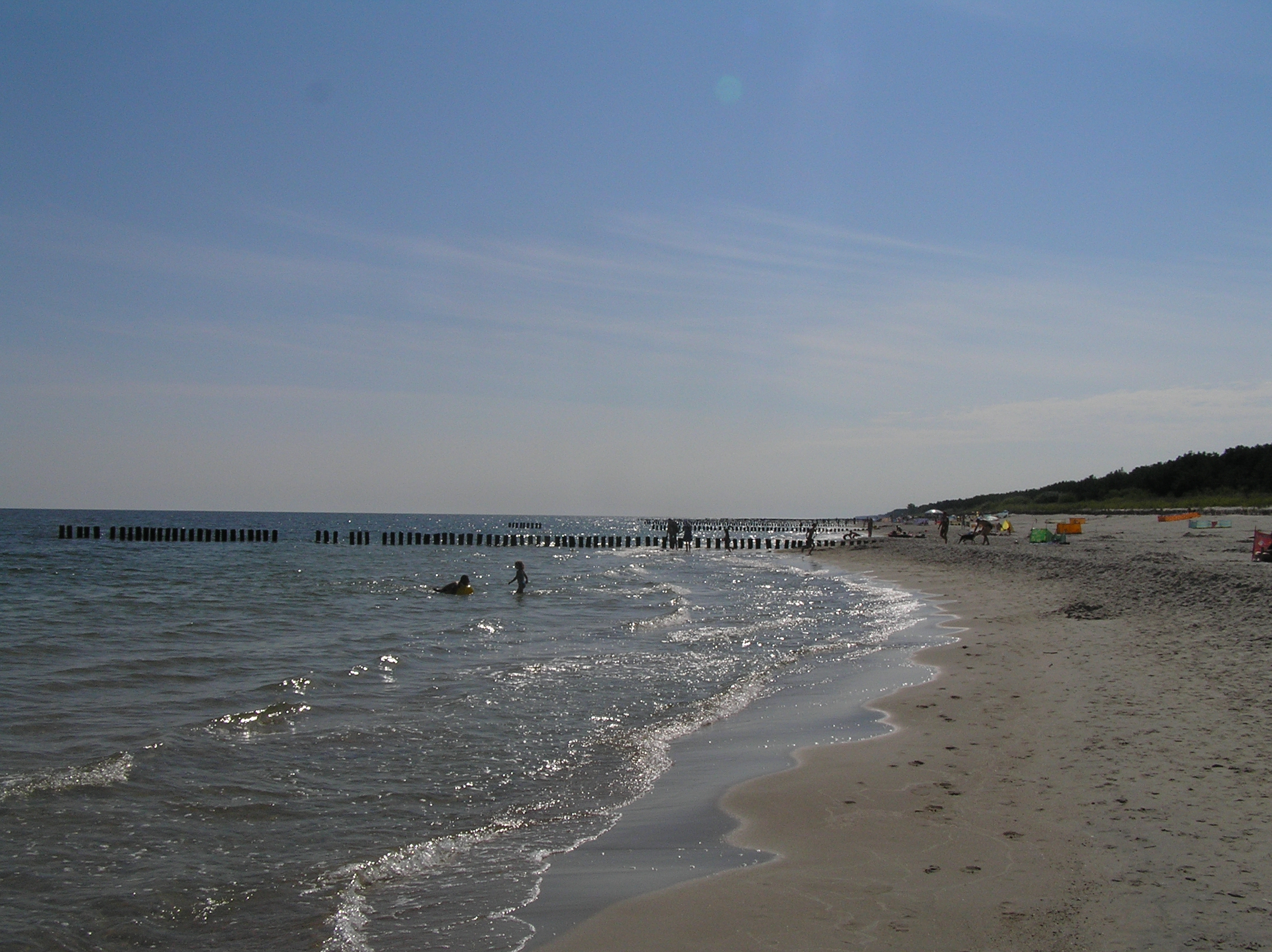
Pláž

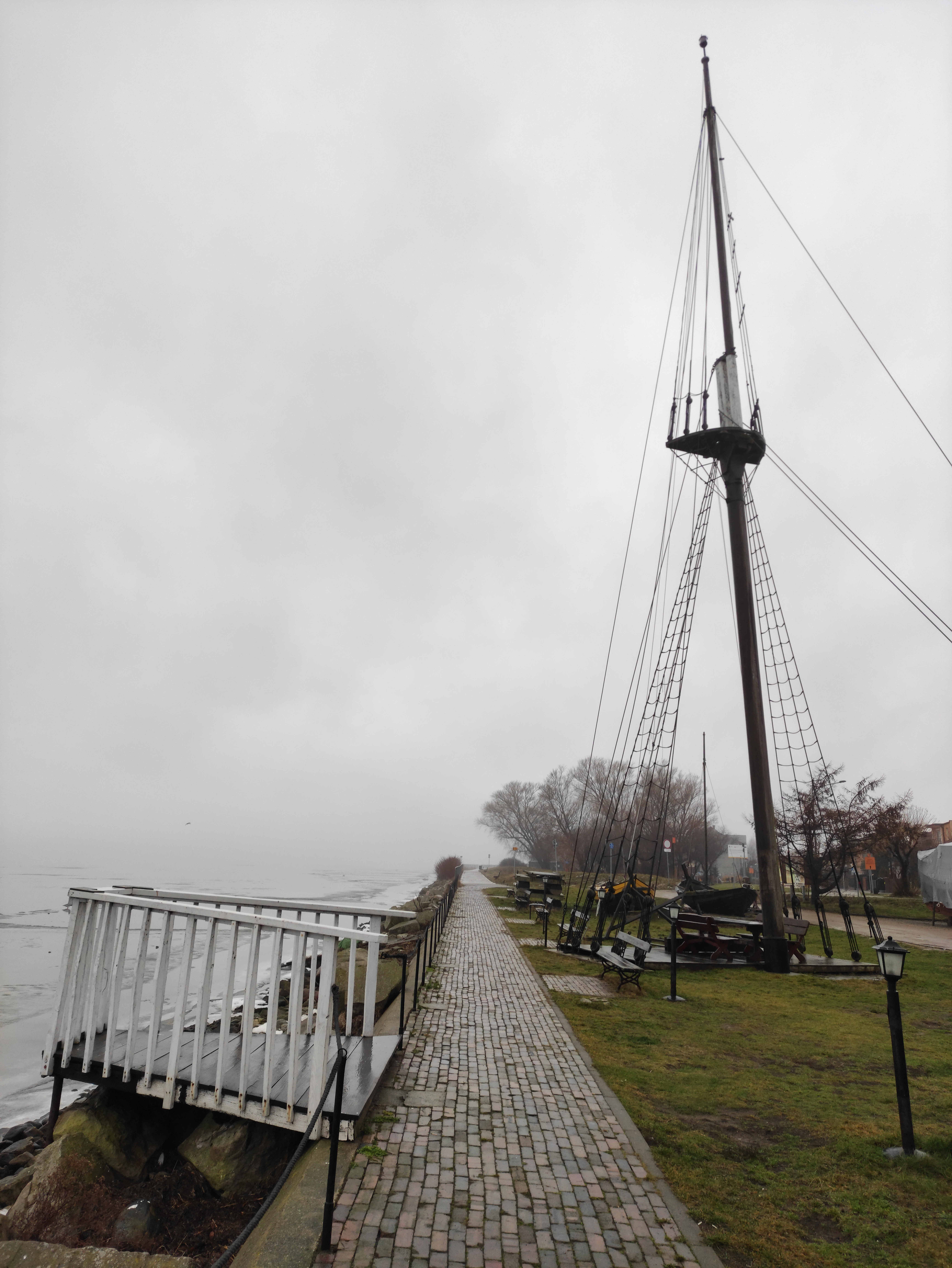
Pobřeží v zimě

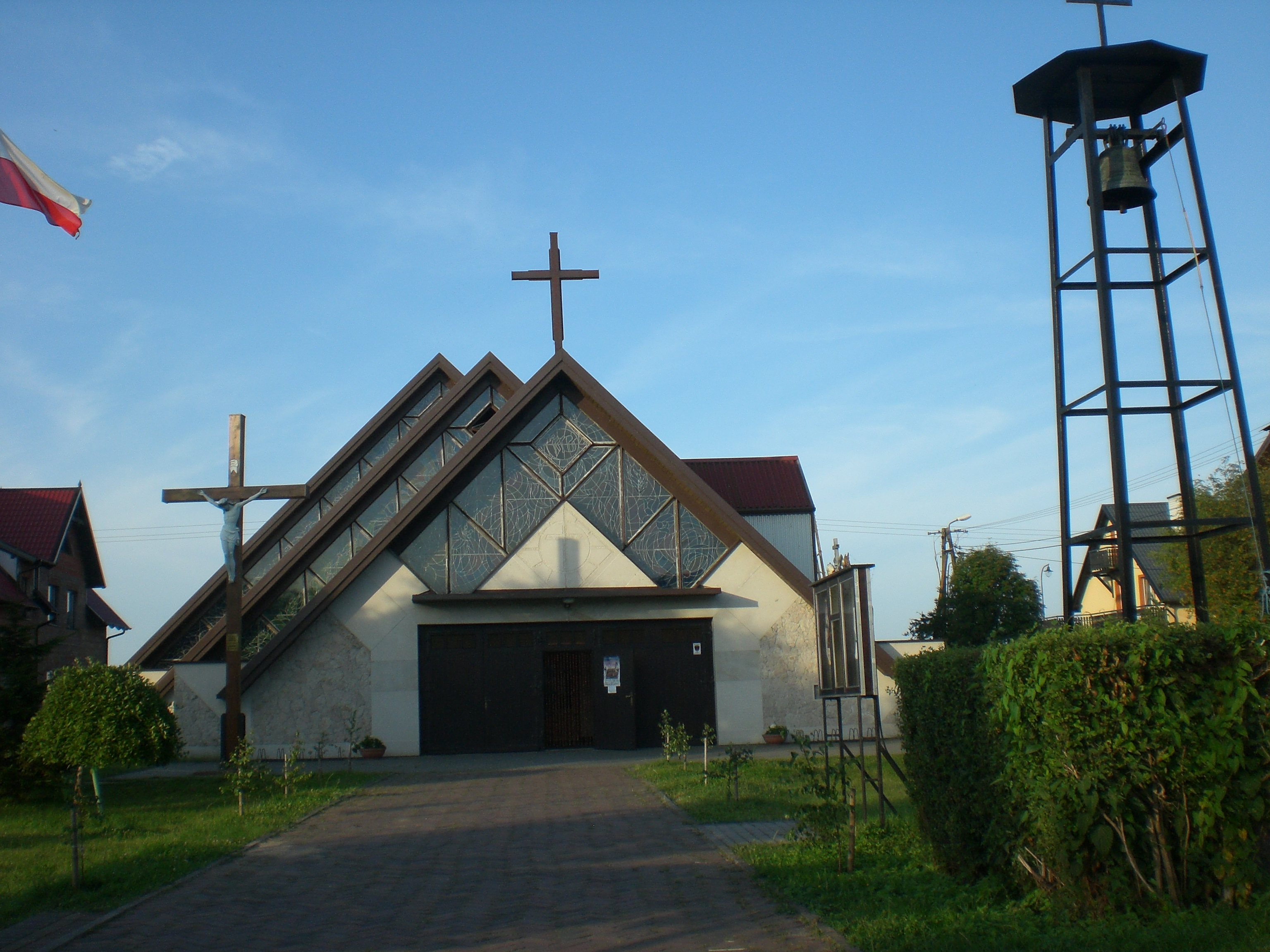
Kostel

Leží na severu Polska v okrese Powiat Pucki Pomořanského vojvodství mezi Władysławowem a Kuźnicí na Helské kose.
Administrativně se jedná o část města Władysławowo.
Místo bylo také nazýváno Budziszewo a Ceynowa (psáno též Cejnowa), podle nejčastějších příjmení obyvatel.

## Historie
První zmínka o osídlení pochází z roku 1635, kdy zde král Vladislav IV. založil tvrz jako součást systému obrany polského pobřeží.
V roce 1922 byla vybudována železnice spojující Władysławowo a Hel. Od té doby nastal postupný přerod z původně rybářské vesnice v rekreační středisko.
Částí Władysławowa jsou Chałupy od roku 1975. V současnosti tu žije okolo 370 obyvatel.

## Doprava
Kromě již zmíněné železnice prochází Chałupami silnice číslo 216.

## Turistika
Pláže se nacházejí na severním pobřeží kosy. Mělké a klidné vody Puckého zálivu poskytují jedno z nejvhodnějších míst pro windsurfing v Evropě. Nedaleko je provozována také nudistická pláž.